# Авъл Авилий Флак
Авъл Авилий Флак (на латински: Aulus Avillius Flaccus; * Рим; † 39) e римски конник и от 32 до малко преди 20 октомври 38 г. префект на Египет (Praefectus Alexandreae et Aegypti).
Роден е в Рим и като дете си играл с двамата кандидати за наследници на Август, Гай и Луций Цезар, и е приятел на бъдещия император Тиберий. Флак е обвинителят на Агрипина Старша, майката на Калигула, която е изпратена в изгнание. По-късно при определянето на наследниците на Тиберий той е на страната на Тиберий Гемел и така против Калигула.
От 32 до 38 г. той е префект на Египет. Разрешава в диаспората Александрия, където заедно живеели гърци и евреи, да бъдат поставени императорски статуи в синагогите.
Това довежда до неспокойствия и той издава едикт, с който определя евреите за чужди в града на гърците и им взема гражданството обратно. Това води до голям погром.
След един месец Флак е смъкнат от Калигула, защото е приятел на Тиберий и го мразел. Обвинен е в предателство към Римската империя. Той е изпратен в изгнание на остров Андрос, където през 39 г. е екзекутиран.
Главните сведения за Флак са от In Flaccum на Филон Александрийски.